# Germán Montoya
Marcelo Germán Montoya (Córdoba, 23 gennaio 1983) è un calciatore argentino, portiere dell'Argentino Peñarol.

## Palmarès

### Club

#### Competizioni nazionali
- Campionato argentino: 3

Vélez Sarsfield: 2008-2009, 2010-2011, 2012-2013